# Joachim Fischer Nielsen
Joachim Fischer Nielsen (n. 23 noiembrie 1978, Copenhaga, Danemarca) este un jucător de badminton ce a reprezentat Danemarca, medaliat olimpic. A participat la 2 ediții ale Jocurilor Olimpice (2012, 2016) în care a câștigat o medalie de bronz.